# بات برودريك
بات برودريك (بالإنجليزية: Pat Broderick)‏ هو فنان قصص مصورة أمريكي، ولد في 26 نوفمبر 1953.

## روابط خارجية
- بات برودريك على موقع IMDb (الإنجليزية)
- بات برودريك على موقع قاعدة بيانات الفيلم (الإنجليزية)